# Pribislavo di Meclemburgo
Pribislavo di Meclemburgo, (tedesco: Pribislaw) (... – Luneburgo, 30 dicembre 1178) è stato un sovrano obodrita e Samtherrscher degli obodriti, fondatore della casata di Meclemburgo.

## Biografia

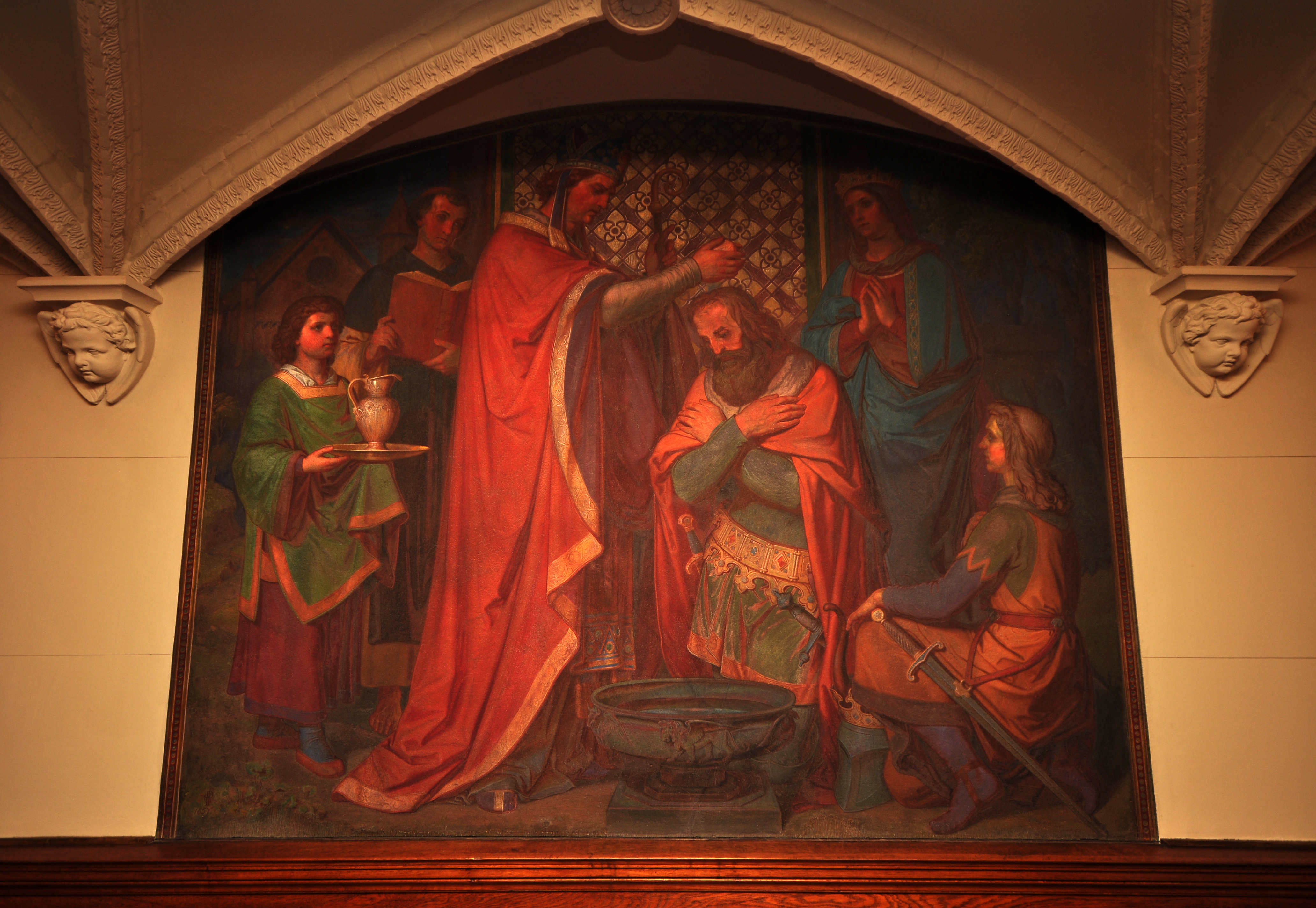
Battesimo di Pribislavo - Karl Gottfried Pfannschmidt (1855)

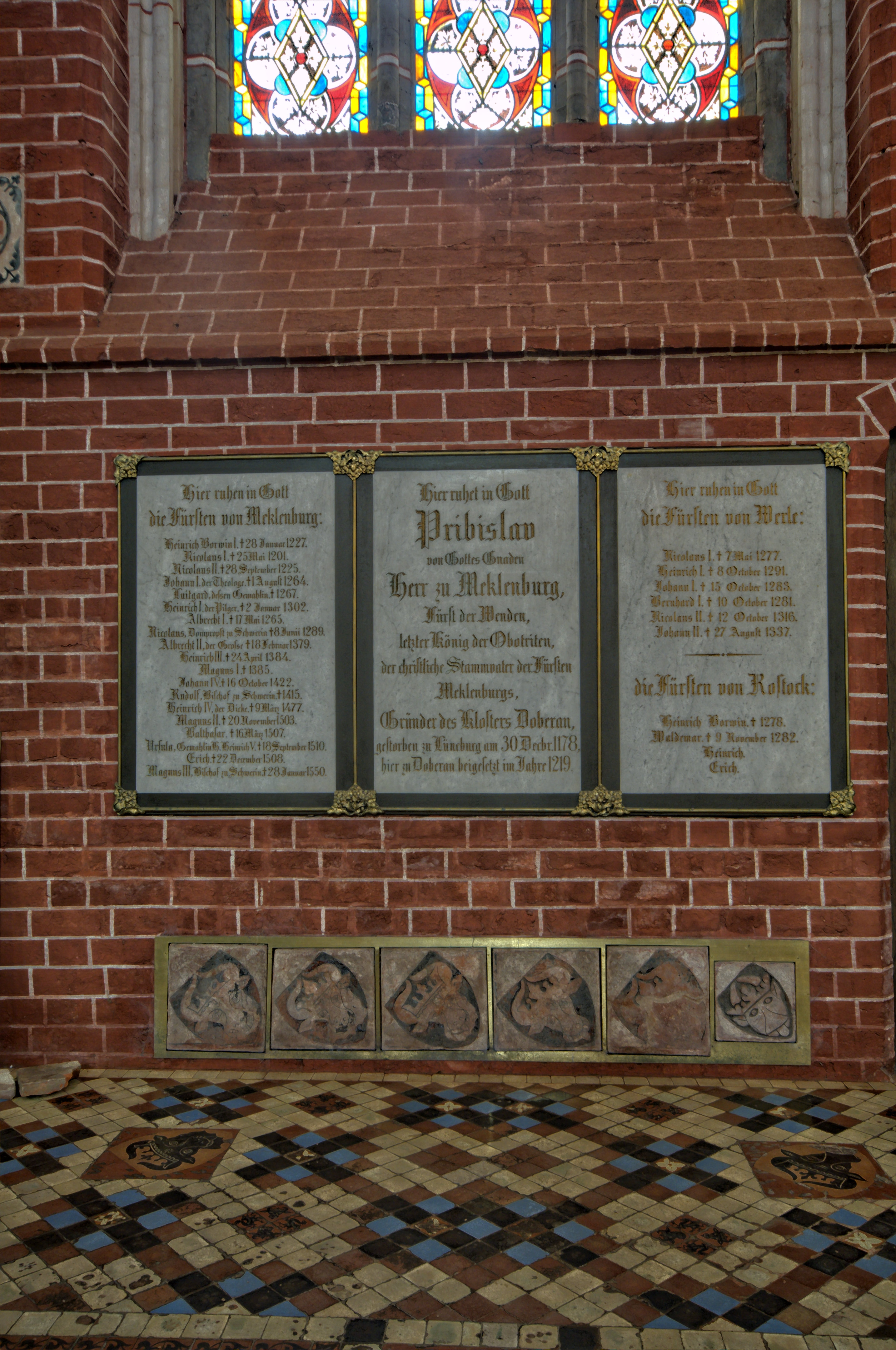
Memoriale di Pribislavo nella cappella dei duchi di Meclemburgo nel Duomo di Bad Doberan.

Pribislavo, chiamato Pribizlavus da Helmold di Bosau, era il figlio maggiore del principe obodrita Niklot. Dalla sua prima moglie ebbe un figlio, Enrico Borwin I, noto anche come Hinricus Burwy, che gli succederà come signore del Meclemburgo. In seconde nozze sposò la principessa Woizlawa, probabilmente figlia di Vartislao I duca di Pomerania.
Non si hanno notizie dei primi anni di vita di Pribislavo, se non fino al 1158 durante la prigionia del padre Niklot a Luneburgo, quando egli cercò di negoziare, senza successo, il conflitto fra Niklot e Enrico il Leone.Tuttavia Pribislavo e suo fratello continuarono ad opporsi a Enrico e Niklot venne infine rilasciato dietro pagamento di un forte riscatto e con la firma di un accordo di pace.
Nell'estate del 1160 Enrico il Leone, infastidito dalle continue violazioni della pace da parte degli Obodriti, penetrò nel loro territorio mettendolo a ferro e fuoco. Per evitare di essere accerchiato Niklot dovette abbandonare il castello di Dobin, presso l'attuale Dobin am See nel Meclemburgo settentrionale, rifugiandosi nel castello di Werle, dove fu ucciso da un distaccamento sassone durante una sortita per procurarsi del cibo. Secondo alcune fonti Niklot fu ucciso da un cavaliere sassone di nome Bernardo di Ratzeburg.
Dopo la morte di Niklot i suoi territori vennero assegnati da Enrico a nobili e clero sassone, ma Pribislavo e suo fratello Vratislavo continarono la lotta contro Enrico. Questi, nel 1162, intraprese una nuova campagna contro di Obodriti che organizzarono le loro forze in due armate: una costituita da cavalieri al comando di Pribislavo che si nascose nelle foreste, l'altra al comando di Vratislavo si arroccò nel castello di Werle. La loro strategia prevedeva che la cavalleria doveva attaccare gli assedianti prendendoli quindi fra due fuochi. Tuttavia questa operazione non riuscì in quanto Enrico prese il castello in tempi rapidissimi costringendo gli occupanti, fra cui anche Vratislavo, alla resa ed alla sottomissione formale.
Agli inizi del 1164 Pribislavo riprese la lotta contro Enrico appoggiato dai duchi di Pomerania Casimiro I e Boghislao I. All'inizio la guerra volse a vantaggio di Pribislavo ed egli conquistò vari castelli compreso quello di Meclemburgo. Qui egli impose alla guarnigtione di arrendersi e al loro rifiuto uccise tutti i coloni fiamminghi che erano stati insediati da Enrico. Enrico consapevole del grave pericolo organizzò immediatamente un esercito dopo essersi nuovamente alleato con il re danese Valdemaro. Nel giugno del 1164 Enrico si trasferì con il suo esercito a Malchow dove impiccò sulla pubblica piazza Vratislavo, quindi mosse incontro all'esercito obodrita-pomerano.
Il 6 luglio 1164 le avanguardie sassoni dell'esercito di Enrico si scontrarono contro gli Obodriti nella battaglia di Verchen costringendo questi ultimi a ripiegare dopo un combattimento molto incerto e sanguinoso. A seguito di questa battaglia Pribislavo si ritirò in Pomerania.
Nel 1166 Enrico cominciò ad avere problemi con una parte della nobiltà sassone che era infastidita dalle sue mire espansionistiche. Questa situazione portò Enrico ad un avvicinamento con Pribislavo che veniva visto come un alleato per contrastare i sassoni. Questo riavvicinamento si concretizzo nel 1167 quando Enrico restituì a Pribislavo le terre degli Obodriti (Meclemburgo, Kessin, e Rostock) facendone quindi un suo vassallo. La reintegrazione di Pribislavo nel suo ruolo viene confermata dal fatto che dopo il 1167 egli viene indicato in documenti ufficiale come Pribizlauus de Mikelenburg.
Pribislavo è indicato unanimemente dagli storici come un principe cristiano, anche se la sua data di conversione al cristianesimo non è nota. Certamente era ancora pagano in gioventù quando combatteva per suo padre Niklot, mentre si era sicuramente convertito al tempo della sua restaurazione come principe del Meclemburgo, quindi la sua conversione è avvenuta fra il 1160 e il 1167. Secondo alcuni la conversione avvenne proprio nel 1160, ad opera di Berno, vescovo di Schwerin, detto anche l'apostolo degli Obodriti. Secondo la Doberaner Genealogie, scritta nel XIV secolo, il battesimo di Pribislavo avvenne in una data preecisa, il 29 aprile 1164, e questo evento è messo in relazione all'opera di convincimento di sua moglie Woizlawa. La data del 1167 appare la meno probabile in quanto in un documento del 1170 dell'imperatore Federico Barbarossa, si fa riferimento alla scelta di Pribislavo di indicare Berno come vescovo di Demmin, cosa che avvenne sicuramente prima della reintegrazione di Pribislavo nel 1167.
Nel 1171 Pribislavo avvio la costruzione del monastero di Doberan e nel 1172 accompagnò il duca Enrico in un suo pelegrinaggio in Terra santa.
Pribislavo morì il 30 dicembre 1178 a Luneburgo seguito di una ferita subita in un torneo. Il suo corpo fu sepolto inizialmente nella chiesa di San Michele a Luneburgo e successivamente (1219), spostato dal figlio Enrico nel Duomo di Bad Doberan eppena costruito, dove si trova tuttora.

## Ascendenza
|                           |   |   | Genitori |  |  | Nonni |  |  | Bisnonni |  |  | Trisnonni            |  |
|                           |   |   |          |  |  |       |  |  | Budivoj  |  |  | Godescalco dei Vendi |  |
|                           |   |   |          |  |  |       |  |  | Budivoj  |  |  | Godescalco dei Vendi |  |
|                           |   | … |          |  |  |       |  |  | Budivoj  |  |  |                      |  |
| Pribislavo di Wagria      |   |   |          |  |  |       |  |  | Budivoj  |  |  |                      |  |
|                           |   | … | …        |  |  |       |  |  |          |  |  |                      |  |
|                           |   | … | …        |  |  |       |  |  |          |  |  |                      |  |
|                           |   | … | …        |  |  |       |  |  |          |  |  |                      |  |
| Niklot                    |   | … |          |  |  |       |  |  |          |  |  |                      |  |
|                           |   | … | …        |  |  |       |  |  |          |  |  |                      |  |
|                           |   | … | …        |  |  |       |  |  |          |  |  |                      |  |
|                           |   | … | …        |  |  |       |  |  |          |  |  |                      |  |
| …                         |   | … |          |  |  |       |  |  |          |  |  |                      |  |
|                           |   | … | …        |  |  |       |  |  |          |  |  |                      |  |
|                           |   | … | …        |  |  |       |  |  |          |  |  |                      |  |
|                           |   | … | …        |  |  |       |  |  |          |  |  |                      |  |
| Pribislavo di Meclemburgo |   | … |          |  |  |       |  |  |          |  |  |                      |  |
|                           | … | … |          |  |  |       |  |  |          |  |  |                      |  |
|                           | … | … |          |  |  |       |  |  |          |  |  |                      |  |
|                           | … | … |          |  |  |       |  |  |          |  |  |                      |  |
| …                         | … |   |          |  |  |       |  |  |          |  |  |                      |  |
|                           |   | … | …        |  |  |       |  |  |          |  |  |                      |  |
|                           |   | … | …        |  |  |       |  |  |          |  |  |                      |  |
|                           |   | … | …        |  |  |       |  |  |          |  |  |                      |  |
| …                         |   | … |          |  |  |       |  |  |          |  |  |                      |  |
|                           |   | … | …        |  |  |       |  |  |          |  |  |                      |  |
|                           |   | … | …        |  |  |       |  |  |          |  |  |                      |  |
|                           |   | … | …        |  |  |       |  |  |          |  |  |                      |  |
| …                         |   | … |          |  |  |       |  |  |          |  |  |                      |  |
|                           |   | … | …        |  |  |       |  |  |          |  |  |                      |  |
|                           |   | … | …        |  |  |       |  |  |          |  |  |                      |  |
|                           |   | … | …        |  |  |       |  |  |          |  |  |                      |  |
|                           |   | … |          |  |  |       |  |  |          |  |  |                      |  |